# Пйотрашево
Пйотрашево (пол. Piotraszewo, нім. Peterswalde) — село в Польщі, у гміні Добре Място Ольштинського повіту Вармінсько-Мазурського воєводства.
Населення — 203 особи (2011).

## Демографія
Демографічна структура станом на 31 березня 2011 року:
|          | Загалом | Допрацездатний вік | Працездатний вік | Постпрацездатний вік |
| -------- | ------- | ------------------ | ---------------- | -------------------- |
| Чоловіки | 106     | 32                 | 67               | 7                    |
| Жінки    | 97      | 17                 | 63               | 17                   |
| Разом    | 203     | 49                 | 130              | 24                   |